# David Calder
David Calder (nacido el 1 de agosto de 1946) es un actor inglés.

## Primeros años
Calder nació en Portsmouth, Hampshire, Inglaterra y estudió en la Bristol Old Vic Theatre School.

## Carrera
En 1979, Calder apareció en un anuncio de información pública como un oficial de prevención de crimen, preguntando a la gente cómo entrarían a sus propias casas, en el caso de que perdieran sus llaves. El anuncio, que se utilizó para animar a la gente a asegurar sus hogares y a ponerse en contacto con su oficial de prevención del delito para asesoramiento, corrió hasta por lo menos 1985.
Sus papeles de televisión de más alto perfil en el Reino Unido incluyen al detective inspector George Resnick en la serie criminal Widows y Nathan Spring en el drama de ciencia ficción Star Cops.
Otros créditos de televisión incluyen: The Professionals, Enemy at the Door, Minder, Bergerac, The New Statesman, Between the Lines, Bramwell, Cracker, Dalziel and Pascoe, Heartbeat, Sleepers, Spooks, Midsomer Murders, Hustle, Waking the Dead, Wallis & Edward y Burn Up. Calder apareció en la película de James Bond The World Is Not Enough como Sir Robert King, en The Mummy: Tomb of the Dragon Emperor como el profesor Roger Wilson, y en Rush como Louis Stanley, presidente del equipo de Fórmula 1 British Racing Motors.
En febrero de 2010 Calder interpretó a Stuart Bell en la película de televisión On Expenses. También apareció como Harold Hardman, el presidente del Manchester United en el momento del desastre aéreo de Múnich en 1958, en el drama de televisión United, transmitido por la BBC en abril de 2011. En 2012 interpretó al capitán Edward Smith en la miniserie de ITV Titanic. En 2013, interpretó al Sr. Reid en The Wrong Mans.